# Адам Кардаш
Адам Кардаш (пол. Adam Kardaś, нар. 23 серпня 2006, Гданськ, Польща) — польський футболіст, півзахисник гданської «Лехії».

## Ігрова кар'єра
Адам Кардаш народився у місті Гданськ і є вихованцем місцевої футбольної школи. З 2016 року з невеличкою перервою Кардаш займався футболом в академії гданської «Лехії». У березні 2023 року Карлаш підписав з клубом професійний контракт на п'ять років.
Перед сезоном 2023/24 Кардащ був внесений до заявки команди на участь у Першій лізі. 22 липня 2023 року у першому турі Першої ліги у виїзному матчі проти «Хробри» з Глогува Адам Кардащ дебютував у першій команді, коли вийшов на заміну в кінці матчу.